# Xã Senachwine, Quận Putnam, Illinois
Xã Senachwine (tiếng Anh: Senachwine Township) là một xã thuộc quận Putnam, tiểu bang Illinois, Hoa Kỳ. Năm 2010, dân số của xã này là 745 người.